# خليج غينيا
خليج غينيا هو خليج موجود في الساحل الجنوبي الغربي لأفريقيا على المحيط الأطلسي. تشكل بواسطة الالتواء الكبير في الساحل الغربي الأوسط من القارة. والذي يتضمن أيضاً خليجي بنين وبيافرا في شمال هذا الخليج تقع منطقة غينيا العليا، وفي شرقه غينيا السفلى التاريخية. الأنهار التي تصب مياهها في الخليج هي: نهر النيجر، ونهر فولتا، ونهر الكونغو. يمتد النهر من غرب ساحل العاج إلى مصب نهر الغابون. ويحده من الجنوب خط الاستواء. يضم الخليج جزر: بيوكو وساو توميه وبرينسيب.

## التسمية
يُعتقد أن أصل اسم غينيا هو اسم مكان في المنطقة، على الرغم من أن مواصفاته محل خلاف. فيعطي بوفيل (1995) وصفاً شاملاً:
أُطلقّ اسم «غينيا» أيضاً على الساحل الجنوبي لغرب إفريقيا، شمال خليج غينيا، الذي أصبح يُعرف باسم «غينيا العليا» والساحل الغربي لجنوب إفريقيا شرقاً والذي أصبح يعرف باسم «غينيا السفلى».[بحاجة لمصدر] لا يزال اسم «غينيا» مرتبط بأسماء ثلاث دول أفريقية هي: غينيا، غينيا بيساو، غينيا الإستوائية، بالإضافة إلى غينيا الجديدة في ميلانيزيا.

## الموقع الجغرافي
يعتبر نهر النيجر النهر الرئيسي الذي يصب مياهه في الخليج.
قُدمّت تعريفات مختلفة للحدود الجغرافية لخليج غينيا؛ حيث تُعرِّف المنظمة الهيدروغرافية الدولية الامتداد الجنوبي الغربي لخليج غينيا بأنه "خط من كاب لوبيز ()، في الغابون، باتجاه الشمال الغربي إلى إيليو غاغو كوتينو (إيليو داس رولاس) ()؛ ومن هناك خط من إيليو غاغو كوتينو باتجاه الشمال الغربي إلى كيب بالماس ()، في ليبيريا.

## معرض صور

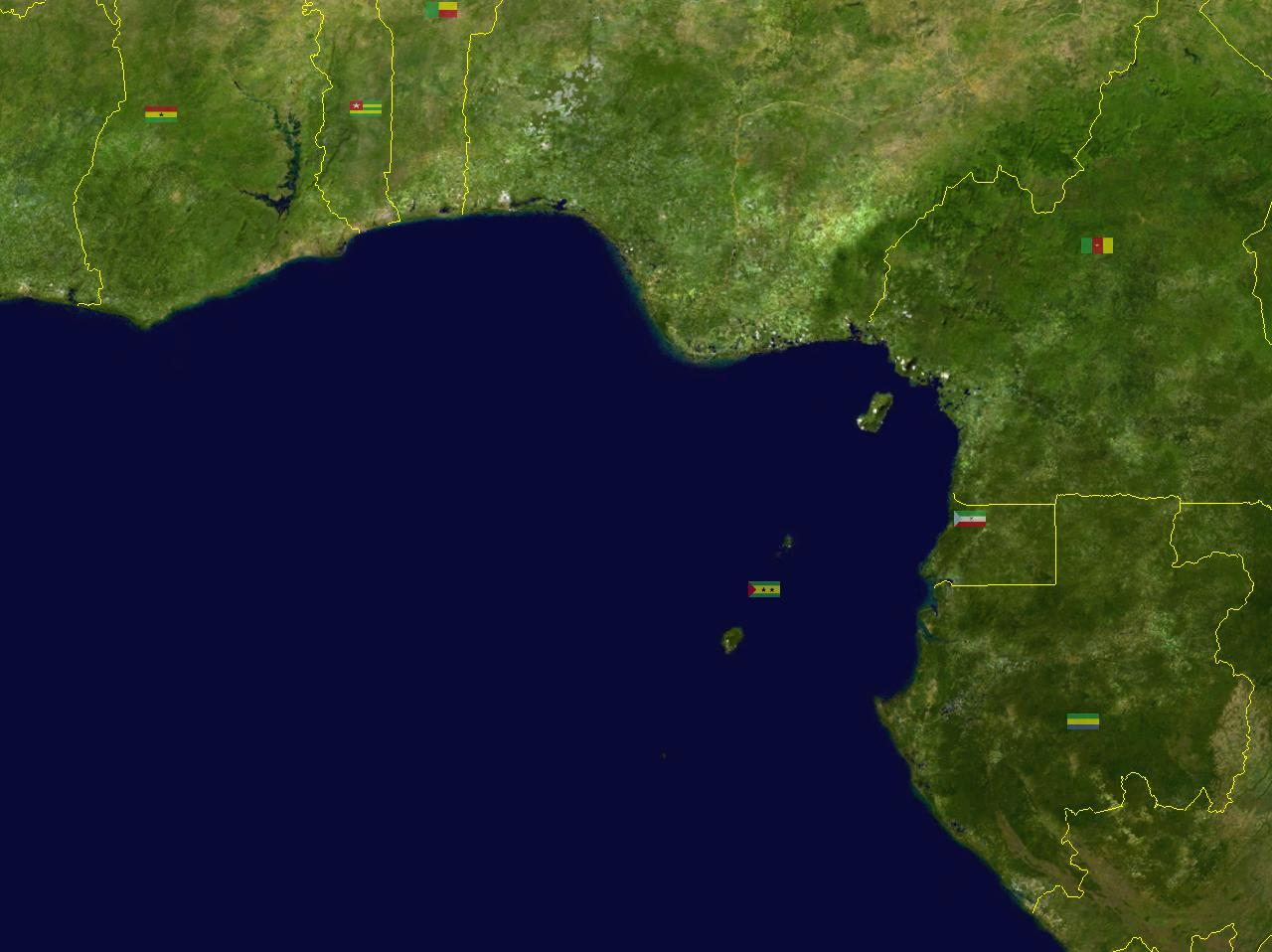
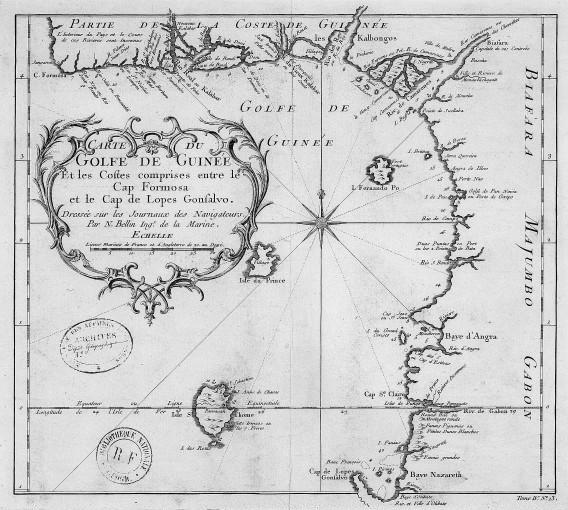